# Московское трио (Бондурянский — Иванов — Уткин)
Моско́вское три́о — советское и российское фортепианное трио.
Образовано в 1968 году учащимися класса камерного ансамбля Московской консерватории Т. А. Гайдамович Александром Бондурянским (фортепиано), Михаилом Безверхним (скрипка) и Мироном Ямпольским (виолончель). В середине 1970-х годов состав сменился на Бондурянского, Иванова и Уткина и остаётся таким по сей день.
Ансамбль получил 2 премию на конкурсе в Мюнхене (1969) и 1 премию — в Белграде (1972). В 1976 году трио было удостоено золотой медали М. Равеля на IX фестивале «Музыкальный май» в Бордо.
Ансамбль выступал с концептуальными программами «История жанра фортепианного трио» и «Фортепианные трио эпохи романтизма», концертами, посвящёнными Л. ван Бетховену, В. А. Моцарту, Ф. Шуберту, Ф. Мендельсону, И. Брамсу, С. Рахманинову, Д. Шостаковичу. Для трио писали музыку и посвящали ему свои произведения современные композиторы М. Чулаки, Э. Лазарев, А. Чайковский, Ю. Буцко и др.

## Состав
- Александр Бондурянский (фортепиано) — профессор, народный артист России
- Владимир Иванов (скрипка) — профессор, Народный артист России
- Михаил Уткин (виолончель) — Народный артист России

## Записи
Ансамбль записал множество альбомов с произведениями И. Брамса, В. А. Моцарта, Н. Римского-Корсакова, П. Чайковского, Д. Шостаковича.